# KZ-Außenlager Roßla
Das Außenlager Roßla war ein vom 31. August 1944 bis zum 5. April 1945 bestehendes Außenlager des Konzentrationslagers Mittelbau für bis zu 120 männliche KZ-Häftlinge. Das aus zwei Gebäuden bestehende Außenlager befand sich auf dem Gelände einer Zuckerfabrik in Roßla und war zuvor als Lager des Reichsarbeitsdienstes genutzt worden.

## Funktion des Lagers, Häftlinge und Lagerführung
Die Häftlinge waren in einem Gebäude, welches mit Stacheldraht umzäunt sowie einem Sichtschutz versehen war, untergebracht. Ein weiteres Gebäude des Außenlagers wurde zu Lagerungszwecken genutzt. Die größtenteils aus der Sowjetunion stammenden Häftlinge leisteten Zwangsarbeit für die Mittelwerk GmbH und mussten A4-Aggregate teilmontieren und pflegen. In diesem Außenlager herrschten in Relation zu anderen Außenlagern des KZ Mittelbau relativ erträgliche Lebens- und Arbeitsbedingungen. Nur ein Häftling wurde, während eines Fluchtversuches, erschossen.
Lagerführer waren ab Februar 1945 der SS-Unterscharführer Dötsch und SS-Oberscharführer Welzel. Für einen unbekannten Zeitraum war SS-Unterscharführer Herbinger stellvertretender Lagerführer.
Die Häftlinge des Außenlagers mussten am 5. April 1945 einen Todesmarsch zum Konzentrationslager Sachsenhausen antreten und wurden am 1. Mai 1945 bei Schwerin von Soldaten der Roten Armee befreit.

## Zweigstelle Kelbra
Eine Zweigstelle des Außenlagers Roßla für 60 männliche Häftlinge befand sich ab dem 2. November 1944 in Kelbra. Die Häftlinge waren in der Gaststätte „Sängerhalle“, dessen Fenster mit Stacheldraht gesichert waren und deren Eingänge bewacht waren, untergebracht. Die größtenteils aus der Sowjetunion und Polen stammenden Häftlinge leisteten Zwangsarbeit für die Firma Rudolf und verrichteten in den Kellern einer nahe gelegenen, ehemaligen Brauerei Lagerarbeiten (A4-Bauteile). Auch in dieser Außenstelle herrschten in Relation zu anderen Mittelbauer Außenlagern relativ erträgliche Lebens- und Arbeitsbedingungen. In der Zeit des Bestehens dieser KZ-Außenstelle wurde lediglich ein Todesfall aufgrund von Unterernährung bekannt. SS-Unterscharführer Walter Christoph fungierte als Lagerführer.
Auch die Häftlinge dieser Außenstelle mussten am 5. April 1945 einen Todesmarsch über Blankenburg, Wittenberge in das KZ Wöbbelin antreten, wo die Überlebenden am 2. Mai 1945 durch Angehörige der US-Armee befreit wurden. Auf diesem Todesmarsch kamen viele geschwächte Häftlinge durch Misshandlungen und Schusswaffengebrauch ums Leben. Der verantwortliche Lagerführer Christoph wurde aus Beweismangel 1976 in Krefeld freigesprochen.
Noch heute existiert die ehemalige Brauerei, wo die Häftlinge zur Zwangsarbeit eingesetzt waren. Die Gaststätte „Sängerhalle“ wurde nach Kriegsende wieder in Betrieb genommen und besteht bis heute. Eine Gedenktafel konnte aufgrund befürchteter Geschäftsschädigung bis heute nicht an dem Gebäude angebracht werden. Diese von Privatleuten initiierte Aktion scheiterte 2007.